# Preludi i fuga en do major, BWV 531

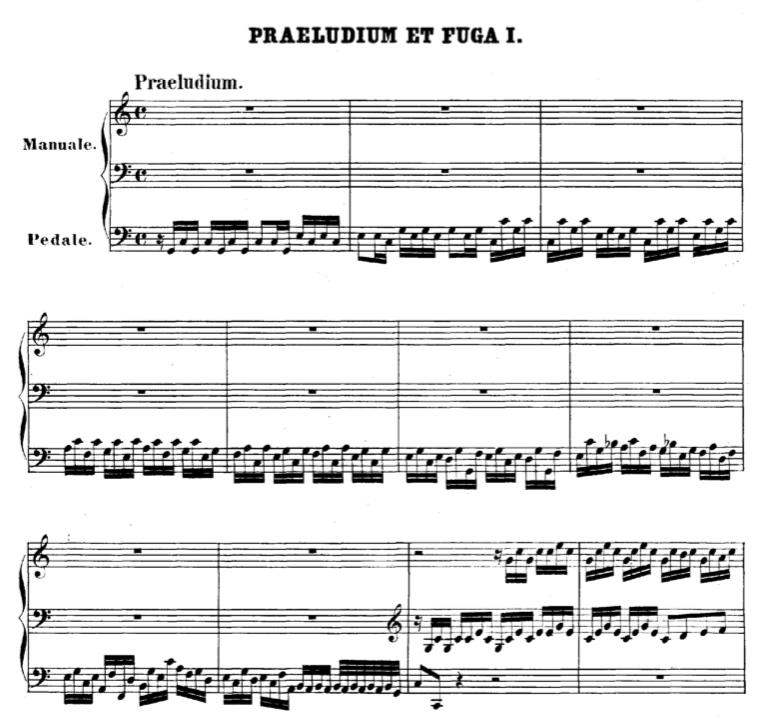
Pirmers compassos del Preludi i fuga, BWV 531

El Preludi i fuga en do major, BWV 531 és una peça d'orgue del compositor alemany del barroc, Johann Sebastian Bach. La peça, aparentment, va ser escrita abans del període de Sajonia-Weimar (1708-1717).

## Anàlisi
El Preludi en do major és una música més exuberant. La idea de l'obertura, amb el pedal i una sèrie notes ràpides en arpegis, li dona un caràcter alegre i com de celebració.
Com és habitual, la fuga és més llarga que el preludi. Tècnicament, la fuga està escrita amb un patró de diferents intervals, i un tema és molt peculiar. Els pedals interrompen la textura contrapuntística abans que aquesta es desenvolupi per complet. Les veus superiors responen amb acords de sis veus, però no es manté de manera estricta la textura a quatre veus; és un moment màgic en el repertori d'òrgan. Bach acaba aquesta fuga amb una breu quasicadença; ja s'havia escoltat al final del preludi com una espècie de pont cap a la fuga.